# Luciano Huambachano
Luciano Huambachano Temoche (Lima, 29 de mayo de 1910 - Lima, 5 de julio de 1983) fue un compositor, cantante y guitarrista peruano. Fue un gran difusor, ejecutante e intérprete de la Jarana y el Amor Fino.
Su carrera artística se inició en el año 1924 en el ya desaparecido Teatro Royal de Cajamarca, formando parte del dúo Huambachano-Pizarro, integrado por el mismo y César Pizarro.
Compuso a lo largo de su vida numerosas canciones, muchas de las cuales alcanzaron gran éxito, entre ellas Chinita, La Perricholi , Malambo y el vals Barrio bajopontino.
Como buen limeño, fue devoto del Señor de los Milagros, llegando a integrar la "Cuadrilla del Palio, Décima Cuarta de Cargadores" de la Hermandad del Señor de los Milagros de Nazarenas.